# 2025年世界水泳選手権ベリーズ選手団
2025年世界水泳選手権ベリーズ選手団は、2025年7月11日から8月3日までシンガポールで開催された第22回世界水泳選手権のベリーズ選手団、およびその競技結果。今大会、ベリーズは世界水泳選手権初参加となった。

## 選手団
- 人員: 選手 1人

## 選手名簿・結果
| 選手                     | 種目               | 予選      | 予選 | 準決勝   | 準決勝   | 決勝     | 決勝     |
| 選手                     | 種目               | 結果      | 順位 | 結果     | 順位     | 結果     | 順位     |
| ------------------------ | ------------------ | --------- | ---- | -------- | -------- | -------- | -------- |
| ダヴィア・リチャードソン | 女子100m自由形     | 1分00秒74 | 57位 | 予選敗退 | 予選敗退 | 予選敗退 | 予選敗退 |
| ダヴィア・リチャードソン | 女子100mバタフライ | 1分04秒29 | 47位 | 予選敗退 | 予選敗退 | 予選敗退 | 予選敗退 |